# Liste der Straßen in Alstaden
Die Liste der Straßen in Alstaden listet alle Straßennamen im Gebiet der Ortschaft Alstaden an der Ruhr, heute ein Stadtteil von Oberhausen im Ruhrgebiet in Nordrhein-Westfalen, auf und gibt eine Erläuterung zur Herkunft des Namens.
Viele Straßennamen in Alstaden leiten sich – wie anderswo auch – von alten Flurbezeichnungen, Wohnplatznamen, oder Höfen und Kotten ab. Die Besonderheit der Alstadener Straßennamen liegt darin, dass ein Gutteil ihrer keine Endung auf -straße, -weg oder -platz hat, so beispielsweise Heiderhöfen, Flockenfeld oder Kallen. Zudem leiten sich viele dieser Namen aus dem Niederfränkischen ab (Brögel, Stubbenbaum). Daher werden die Alstadener Straßennamen oft als ungewöhnlich wahrgenommen.

## Überblick

### Allgemeine Informationen
In Alstaden leben 18.051 Einwohner (Stand: 31. Dezember 2017) auf einer Fläche von 3,85 km² Damit handelt es sich bei Alstaden um den bevölkerungsreichsten Stadtteil Oberhausens. Alstaden bildet zusammen mit Lirich den Postleitzahlenbereich 46049.
Der Stadtteil wird – im Norden beginnend – im Uhrzeigersinn folgendermaßen begrenzt: Bahnstrecke Oberhausen-Duisburg-Ruhrort nach Lirich, Bahnstrecke Duisburg–Dortmund und Grenzstraße zur Innenstadt, Bogenstraße, Landwehr und Rechenacker zu Unterstyrum, Rechenacker und Bahnstrecke Duisburg-Mülheim-Styrum nach Oberstyrum, die Ruhr nach Speldorf, die Ruhrwiesen und die Bundesautobahn 3 nach Meiderich-Dümpten und die Obermeidericher Straße nach Meiderich-Obermeiderich.
Durch Alstaden verlief bis 2006 auf der Obermeidericher Straße die Bundesstraße 231. Dieser Abschnitt, der bis dahin von Grunewald über Meiderich, Alstaden und Lirich bis zum heutigen Anschluss in der Neuen Mitte führte, wurde abgestuft und ist heute Teil der Landesstraße 452.
Zum Oberhausener Kreisstraßensystem gehören folgende Straßenzüge:
- (von der Friesenstraße in Mülheim kommend) Solbadstraße – Kewerstraße – Bebelstraße (weiter in Lirich) als Kreisstraße K5
- Alstadener Straße (weiter in der Innenstadt) als Kreisstraße K14

In Alstaden gibt es 110 benannte Verkehrsflächen, darunter drei Plätze. Nur vier Straßen führen namensgleich über die Grenze von Alstaden weiter (Bebelstraße, Landwehr, Obermeidericher Straße, Ruprechtstraße).
Im Vergleich sind wenige Verkehrsflächen Teil von Themengruppen, im Folgenden von Nord nach Süd aufgelistet:
- Handwerksberufe (im „Roonviertel“ im Nordosten): Schlosserstraße, Schmiedstraße, Zimmerstraße
- Autoingenieure (im „Charlottenviertel“ in der Mitte): Benzstraße, Daimlerstraße, Dieselstraße, Maybachstraße
- Flüsse, insbesondere Zuflüsse der Ruhr (in den „Siedlungen“ im Westen und in der Siedlung „Alte Ruhr“ in „Ruhralstaden“ im Südwesten, wegen der Nähe zur Ruhr): Biggestraße, Hönnestraße, Lahnstraße, Lennestraße, Möhnestraße, Moselstraße, Sorpestraße, Volmestraße, Wupperstraße
- Bezüge zum Bergbau (in der „Werkbundsiedlung am Ruhrufer“ in Ruhralstaden im Südwesten, auf dem ehemaligen Gelände der Zeche Alstaden): Hauerweg, Im Streb, Steigerweg

Den längsten Namen trägt der Matthias-Hendricks-Weg (22 Zeichen), den kürzesten Namen die Kuhle (5 Zeichen).

### Geschichte der Benennung
Die ersten Straßennamen sind althergebrachte Bezeichnungen. Schon auf einer Karte von 1823 sind Straßennamen wie Ruhrstraße, Stelter Weg und Ohrenfelds Weg oder Katasterbezeichnungen wie auf der Kallen und Franzenkamp zu lesen. Aus späterer Zeit überliefert sind Namen wie Kruitzstraaten, Treibweg oder Heidstraße. Die ersten offiziell benannten Straßen waren jene, die im Gebiet der Alstadener Heide angelegt worden sind, das 1862 an die neugegründete Bürgermeisterei Oberhausen abgetreten wurde. Einige der dortigen Straßen wurden nach preußischen Militärs und Berufen benannt. In der Gemeinde Alstaden erhielten die Straßen erstmals um die Jahrhundertwende offizielle Namen. Auch dort wurden die meisten Straßen nach wichtigen Persönlichkeiten oder Orten der jüngeren deutschen Geschichte benannt, zum Beispiel nach Dichtern (Goethestraße, Schillerstraße), Denkern (Jahnstraße, Gutenbergstraße), Militärs (Derfflingerstraße, Bismarckplatz), Schlachtorten (Sedanstraße) oder Monarchen (Luisenstraße, Kaiserstraße, Wilhelmstraße). Die restlichen Straßen erhielten ihre Namen nach Gebäuden (Schulstraße, Kirchstraße, Mühlenstraße), der Umgebung (Wiesenstraße, Flurstraße), nach ihrer Lage (Südstraße, Mittelstraße), nach Eigenschaften der Straße selbst (Parallelstraße, Kurzestraße), nach den umgebenden Orten (Meidericher Straße, Oberhausener Straße) oder einfach willkürlich (Rosenstraße).
1910 wurde Alstaden zusammen mit Unterstyrum und Unterdümpten nach Oberhausen eingemeindet. Daher gab es etliche Straßennamen doppelt, dreifach oder teilweise vierfach. Aus diesem Grund wurde ein Großteil der Alstadener Straßen umbenannt, aus dem schon zu Oberhausen gehörenden Gebiet der Alstadener Heide allerdings nur die heutige Broicher Straße (vor 1910 Franzenkamp). Hierbei richtete man sich vornehmlich nach alten Katasterbezeichnungen oder ehemaligen Namen der Straßen. Die „seltsam“ anmutenden Alstadener Straßennamen wie Brögel, Heiderhöfen und Stelte stammen somit aus dieser Zeit.
Es wurden aber auch willkürliche Namen (Lilienstraße, Richardstraße) gewählt und für Alstaden wichtige Menschen geehrt (Behrensstraße, Kewerstraße).
Ein Kuriosum stellen der Franzenkamp und die (heute umbenannte) Bergstraße dar: Ursprünglich trug die heutige Broicher Straße den Namen „Franzenkamp“ und die heutige Püttstraße den Namen „Bergstraße“. Nach der Umbenennung 1910 hieß nun die ehemalige Blücherstraße „Franzenkamp“ und die ehemalige Parallelstraße „Bergstraße“. Der Franzenkamp trägt diesen Namen bis heute, die Bergstraße heißt heute Fischerstraße.
Eine zweite Umbenennungswelle entstand nach der Eingemeindung der kreisfreien Städte Sterkrade und Osterfeld in die Stadt Oberhausen im Jahre 1929. Auch jetzt gab es viele Namen doppelt und einige dreifach. Die Stadt Oberhausen ließ sich allerdings mit der Umbenennung Zeit, einerseits aus Kostengründen, andererseits aufgrund von Widerstand aus der Bevölkerung und Kirchturmdenken. Die einzige wirklich 1929 umbenannte Straße ist daher die Reinholdstraße (bis 1929 Stephanstraße).
Alle weiteren Umbenennungen fanden von 1933 bis 1938, in der Zeit des Nationalsozialismus statt. Einige Straßennamen orientieren sich weiterhin an alten Bezeichnungen oder der Lage der Straße (Teichfeldstraße, Am Ruhrufer), andere Straßen werden nun Teil von Themengruppen (Autoingenieure im Charlottenviertel). Mehrere Persönlichkeiten werden geehrt (Fröbelplatz, Mörikestraße), auch aus Alstaden (Lindermannstraße), und der Trend zur Benennung von Straßen nach Flüssen beginnt (Erftstraße, Wupperstraße). Doch neben all diesen Umbenennungen finden sich in einem großen Teil der neuen Straßennamen deutliche Spuren des nationalsozialistischen Gedankenguts.
Dies beginnt bei urdeutschen Vornamen (Ernastraße, Brunostraße), steigert sich in der Benennung der alten „Buschstraße“ nach Windhuk, der Hauptstadt der ehemaligen Kolonie Deutsch-Südwestafrika, und findet seinen Höhepunkt in der Ehrung nationalsozialistischer Politiker und Denker wie Wilhelm Gustloff und Dietrich Eckart.
Völlig schleierhaft bleibt der Grund zur Änderung des Namens der Hofstraße in Griesheimer Straße, da Alstaden und Oberhausen keinerlei Verbindung zum kleinen Ort Griesheim im Thüringer Wald aufweisen.
Nach dem Zweiten Weltkrieg entsprachen weder die nationalsozialistischen, noch die monarchistischen Straßennamen mehr dem Zeitgeist. Nachdem die Dietrich-Eckart-Straße, die Wilhelm-Loeper-Straße und die Wilhelm-Gustloff-Straße bereits 1945 ausradiert und durch die Namen der Dichter Gellert und Lenau beziehungsweise den männlichen Vornamen Ruprecht ersetzt worden waren, folgte 1947 die Hauptstraße Alstadens, deren alter Name Kaiserstraße durch die Ehrung August Bebels ersetzt wurde.
Nach dem Krieg wurde erst 1967 wieder eine Straße angelegt, die nach dem Erbauer der anliegenden Wohnhäuser den Namen Babcockallee erhielt, weitere Neubaugebiete in der Mitte und im Osten Alstadens erhielten willkürliche Namen (Grüner Winkel) oder Namen, die an alte Katasterbezeichnungen und Ortslagen erinnern (Am Wall, Im Heidefeld).
In der „Werkbundsiedlung am Ruhrufer“ (auch: Gartenstadt Alstaden-Süd, 1973) in Ruhralstaden erhielten die Straßen Namen, die an den Bergbau erinnern (Hauerweg), in der benachbarten Siedlung Alte Ruhr (1982) Namen von Zuflüssen der Ruhr (Möhnestraße).
1997 und 1998 wurden drei Neubausiedlungen in der Mitte und im Westen errichtet, die fortan die Namen lokal wichtiger Persönlichkeiten trugen (Wilhelm-Haumann-Weg, Matthias-Hendricks-Weg). Später folgende Siedlungen im Westen, ausschließlich mit Einfamilienhäusern bebaut, wurden nach weiteren Zuflüssen der Ruhr benannt (Lahnstraße, Sorpestraße), wenige andere nach historischen Merkmalen der Ortslage der Straße (Am Holl). Unklar bleiben die Hintergründe der Benennung des Germaniawegs. 2009 erfolgte der Bau und die Benennung des letzten Neubaugebiets im heute „Siedlungen“ genannten Ortsteil im Westen Alstadens. Die Günther-Büch-Straße wurde trotz der Existenz der Themengruppe „Zuflüsse der Ruhr“ wie der benachbarte Wilhelm-Haumann-Weg nach einer lokalen Persönlichkeit, nämlich einem Schauspielregisseur, der zehn Jahre lang am Theater Oberhausen wirkte, benannt.
2014 erhielten die beiden Neubaustraßen im Osten, auf dem alten Gelände des Landwehrstadions, ihre Namen nach zwei weiteren Oberhausener Persönlichkeiten, dem Bürgermeister Fritz Eickelen und dem Widerstandskämpfer Fritz Giga.
2015 wurde eine Siedlung in den Ruhrauen nach dem dort befindlichen Bauerngut Lohmannshof genannt.

## Liste der Straßen
Die nachfolgende Tabelle gibt eine Übersicht über die vorhandenen Straßen, Wege und Plätze im Stadtteil sowie einige dazugehörige Informationen.
- Name: aktuelle Bezeichnung der Straße oder des Platzes.
- Im amtlichen Straßenverzeichnis nicht aufgeführte Verkehrswege sind mit * gekennzeichnet.
- Länge/Maße in Metern:
- Die in der Übersicht enthaltenen Längenangaben sind gerundete Übersichtswerte, die in Google Earth mit dem dortigen Maßstab ermittelt wurden. Sie dienen Vergleichszwecken und werden, sofern amtliche Werte bekannt sind, ausgetauscht und gesondert gekennzeichnet.
Bei Plätzen sind die Maße in der Form a × b angegeben.
- Der Zusatz im Stadtteil gibt an, dass die Länge des Straßenabschnitts innerhalb Alstadens ist, sofern die Straße in benachbarte Stadtteile weitergeführt wird.
- Der Zusatz ohne Stichstraßen gibt bei verzweigten Straßen die Länge der „Hauptstraße“ an.
- Der Zusatz (alle Straßenabschnitte zusammen) gibt an, dass die Straße so verwinkelt ist, dass keine „Hauptstraße“ besteht. Stattdessen wird die Länge aller Straßenabschnitte zusammengezählt.
- Herleitung: Ursprung oder Bezug des Namens
- Anmerkungen: zusätzliche Informationen
- Bild: Foto der Straße oder eines anliegenden Objekts

| Name                   | Länge/Maße (in Metern)                          | Herleitung | Datum der Benennung                                                                                  | Bemerkungen | Bild |
| ---------------------- | ----------------------------------------------- | --- | --- | --- | --- |
| Akazienstraße          | 300 im Stadtteil                                | Akazie, Strauchgattung | 1910                                                                                                 | Die Akazienstraße beginnt knapp hinter der Gertrudstraße und führt nach Styrum herein. Die Straße ist bereits auf der Preußischen Uraufnahme von 1830 bis 1865 eingezeichnet und war einst als Vegetasche bekannt, später wurde sie als Oststraße in den Adressbüchern geführt. Ihren heutigen Namen erhielt sie auf Wunsch der Anwohner. | Akazienstraße |
| Alstadener Straße      | 1400                                            | benannt nach Alstaden selbst | überliefert                                                                                          | Die Tranchotkarte von 1801 bis 1828 verzeichnet bereits die Alstadener Straße, die heute am Haltepunkt Duisburg-Obermeiderich der Bahnstrecke Oberhausen-Duisburg-Ruhrort beginnt und bis Styrum führt. Nach der Abtretung der Alstadener Heide an die neugegründete Gemeinde Oberhausen im Jahre 1862 bis zur Eingemeindung gesamt Alstadens 1910 bildete die Alstadener Straße die Grenze zwischen den beiden Bürgermeistereien Alstaden (vor 1904 Styrum) und Oberhausen, was den Straßennamen erklärt. Die Alstadener Straße ist im Kreisstraßensystem der Stadt Oberhausen als Teil der Kreisstraße K14 gelistet, die von Alstaden zur Bundesstraße 223 führt. | Alstadener Straße |
| Alsterfeld             | 110                                             | Alsten ist niederfränkisch für Alstaden, also „Alstadener Feld“                                                                    | 1910                                                                                                 | Das Alsterfeld ist eine kurze Stichstraße zur Bebelstraße an der stillgelegten Trasse der Rheinisch-Märkischen Eisenbahn. Bis zur Eingemeindung hieß die Straße Bahnstraße. Am Alsterfeld liegt die „Tennis-Oase“, eine wichtige Tennishalle, Veranstaltungsort der Oberhausener Tennismeisterschaften, und bis 2016 Veranstaltungsort der „Alstadener Musiktage“. Die Tennis-Oase soll allerdings 2019 aufgegeben werden. | Alsterfeld |
| Am Holl                | 120                                             | | | Am Holl ist ein kleines Neubaugebiet am Franzenkamp. | Am Holl |
| Am Ruhrufer            | 1600 ohne Feldweg an der Ruhr: 600              | Ufer der Ruhr | 1937                                                                                                 | Die Ruhr hat Alstaden schon immer geprägt, am Ruhrufer war ursprünglich aber nur ein schmaler Fußweg. Dieser wurde 1927 zur Uferpromenade ausgebaut, die den Namen Uferstraße erhielt. Den heutigen Namen erhielt die Straße 1937, sie führt heute von der Speldorfer Straße parallel zum Ruhrdeich bis hinter die Schifferstraße, wo sie am Biotop endet. Ein Teil einer Arbeiterkolonie der Zeche Alstaden befindet sich an der Straße. | Blick vom Ruhrdeich auf die Alte Ruhr bei Alstaden und die Straße Am Ruhrufer                                                                  |
| Am Scharfen Knick      | 150                                             | Straßenverlauf | 1910                                                                                                 | Am Scharfen Knick führt vom Flockenfeld aus bergab und biegt dann in einem rechten Winkel ab (macht einen „scharfen Knick“), um auf die Kuhle zu stoßen. Die Straße hieß bis zur Eingemeindung Jahnstraße. | Am Scharfen Knick |
| Am Wall                | 210                                             | Bergische Landwehr | | Die alte Bergische Landwehr, die quer durch das heutige Alstaden verlief, bestand hauptsächlich aus zwei bis drei dicht bewachsenen und daher damals unüberwindbaren Wällen, an die der Straßenname erinnert. | Am Wall |
| Amboßstraße            | 170                                             | Amboss, Schmiedewerkzeug | 1910                                                                                                 | Die Amboßstraße führt vom Heiderhöfen in einem Bogen zum Alstadener Friedhof. An der Ecke zum Heiderhöfen stand früher die Schmiede Eickelkamp, wegen der die Straße auch ursprünglich als Schmiedstraße bezeichnet wurde. Nach der Eingemeindung musste die Schmiedstraße an Alstaden-Heide abgegeben werden, der neue Name sollte aber trotzdem mit der Schmiede in Verbindung stehen. | Amboßstraße |
| Antoniusplatz          | 60                                              | Katholische Kirche St. Antonius | nach 1897                                                                                            | Der Antoniusplatz an der Bebelstraße hat seinen Namen von der Antoniuskirche, die hier 1897 errichtet worden ist und ihren Namen wiederum von der 1875 eingerichteten Antoniusschule hat. Neben der Kirche befinden sich am Antoniusplatz der Kindergarten St. Antonius, das Bernardushaus (Gemeindehaus der Antoniuskirche), das Franziskushaus (Einrichtung der Caritas), das Gemeindehaus der Italienischen Gemeinde im Bistum Essen sowie die älteste Bibliothek Oberhausens und einzige Bibliothek Alstadens, die Bücherei St. Antonius. | Antoniusplatz mit Kirche und Traditionsbaum |
| Babcockallee           | 350                                             | Deutsche Babcock | nach 1967                                                                                            | Die Deutsche Babcock errichtete hier 1967 mehrere Mehrfamilienhäuser. Das später errichtete und wesentlich größere, umgangssprachlich Babcockhochhaus genannte, Gebäude, ist das höchste Gebäude in Alstaden. Die Babcockallee führt vom Breitenbruch zur Daimlerstraße. | Das Babcockhochhaus |
| Bebelstraße            | 1600 im Stadtteil                               | August Bebel, 1840–1913, deutscher Politiker und Mitbegründer der SPD                                                              | 1947                                                                                                 | Die Bebelstraße zählt zu den ältesten Straßen Alstadens, sie ist bereits auf der Tranchotkarte von 1801 bis 1828 verzeichnet. Sie durchquert Alstaden in Nord-Süd-Richtung von der Kewerstraße bis nach Lirich hinein. Ursprünglich wurde sie Treibweg genannt, weil das Vieh über diese Straße in die Ruhrauen getrieben worden ist. Mit Einführung der Straßennamen in Alstaden erhielt sie den Namen Kaiserstraße. Nach dem Krieg fand man die Ehrung der Deutschen Kaiser nicht mehr zeitgemäß und änderte den Namen, um August Bebel zu ehren. Die Bebelstraße ist heute die Hauptstraße Alstadens, hier befinden sich die Evangelische Kirche Alstaden und die katholische Antoniuskirche, die katholische Grundschule GK Ruhrschule sowie das alte Gemeindeamt. Bis 1945 hatte das Alstadener Standesamt ein Gebäude an der Kreuzung Holzweg. Im Oberhausener Kreisstraßensystem ist die Bebelstraße Teil der Kreisstraße K5 die von der Stadtgrenze mit Mülheim nach Lirich führt. | Bebelstraße, Kreuzung Rehmer · Bebelstraße, am Antoniusplatz · Altes Gemeindeamt                                                               |
| Behrensstraße          | 850                                             | Carl Behrens, deutscher Unternehmer                                                                                                | 1910                                                                                                 | Der älteste überlieferte Alstadener Straßenname stammt aus dem Jahr 1662 und aus einem Güterverzeichnis des Klosters Sterkrade. Er lautet Overwegh („Oberweg“). Er beschreibt den hoch gelegenen, noch nicht durch den Bau der Stammstrecke der Köln-Mindener Eisenbahn-Gesellschaft getrennten, Straßenzug Behrensstraße–Ohrenfeld. Später trägt diese Straße den Namen Kreuzstraße. Um die Jahrhundertwende herum wurde sie Friedrich-Karl-Straße genannt, bevor sie nach der Eingemeindung den Namen des Unternehmers Carl Behrens erhielt, der 1904 die Zeche Alstaden kaufte und sie der Hibernia AG eingliederte. Die Behrensstraße durchquert Ruhralstaden in Ost-West-Richtung und führt von der Bebelstraße bis hinter die Blockstraße. | Behrensstraße |
| Benzstraße             | 240                                             | Carl Benz, 1844–1929, deutscher Ingenieur                                                                                          | 1937                                                                                                 | Die Benzstraße führt im Charlottenviertel vom Flockenfeld zum Franzenkamp. Ursprünglich Augustastraße genannt, ehrt sie nun Carl Benz, den Bahnbrecher der Autoentwicklung. Mehrere Straßen in der Umgebung tragen die Namen von Autoingenieuren (Daimlerstraße, Dieselstraße, Maybachstraße). | Benzstraße |
| Biggestraße            | 330 ohne Stichstraßen: 180                      | Bigge, Zufluss der Ruhr | | Die Biggestraße ist ein kleines Neubaugebiet an der Wupperstraße. Viele jüngere Straßen in den Siedlungen im Westen tragen – wohl aufgrund der Nähe zur Ruhr – Namen von Flüssen der Region. | Biggestraße |
| Blattstraße            | 450                                             | vermutlich willkürliche Benennung                                                                                                  | 1910                                                                                                 | Die ehemalige Nordstraße erhielt nach der Eingemeindung angeblich wegen der Bauweise der aneinanderstehenden Häuser diesen Namen. Es ist eine willkürliche Benennung zu vermuten. Die Blattstraße liegt in den Siedlungen und führt von der Flügelstraße durchs ehemalige Kiepenfeld zur Brunostraße. | Blattstraße |
| Blettgensweg           | 150                                             | Blettgen, alte Alstadener Gastwirtsfamilie                                                                                         | | Die Gastwirtschaft Blettgen wurde im Krieg zerstört. Der Blettgensweg führt vom Neuen Weg zur Obermeidericher Straße. | Blettgensweg |
| Blockstraße            | 580                                             | alte Blockstelle der Bergisch-Märkischen Eisenbahn                                                                                 | 1910                                                                                                 | Die sehr schmale, kurvige Blockstraße war bis zur Eingemeindung als Rolandstraße in die Adressbücher eingetragen. Die Bergisch-Märkische Eisenbahn wurde 1995 stillgelegt. Das alte Blockwärterhäuschen wurde trotz der Bemühungen einiger Bürger, es in ein Atelier umzuwandeln, abgerissen. Die Bahnstrecke ist heute verwildert, soll aber mittelfristig zu einem Radweg („Styrumer Pfad“) ausgebaut werden. An der Blockstraße, die vom Fröbelplatz zur Behrensstraße führt, befindet sich das Boots- und Clubhaus des Alstadener Kanu-Clubs. | Blockstraße |
| Bonetstraße            | 200                                             | Bonet, ehemaliger Grundbesitzer | 1910                                                                                                 | Die Straße zwischen Ohrenfeld und Samlandstraße trug ursprünglich den Namen Jägerstraße. Das ganze Gebiet um die Straße herum wurde einst hinter Bonets Garten genannt. | Bonetstraße |
| Breitenbruch           | 850                                             | Breitenbruch, Bruchsenkung der oberen Niederterrasse zum Rhein                                                                     | 1910                                                                                                 | Der Alstadener Breitenbruch („breiter Sumpf“) hat zu mehreren Straßenbenennungen in Alstaden geführt (Broicher Straße und ehemalige Bruchstraße). Die Straße Breitenbruch hieß vor 1910 Luisenstraße (wie die benachbarte Charlottenstraße nach einer preußischen Königin benannt), sie führt vom Flockenfeld zum Franzenkamp. Der Straßenname wird oft auf der letzten Silbe betont (bʁaɪ̯tn̩ˈbʁʊχ). | Breitenbruch |
| Brögel                 | 130                                             | „Brücke, Steg“ | 1910                                                                                                 | An dieser Stelle befand sich beim Bau der Stammstrecke der Köln-Mindener Eisenbahn-Gesellschaft 1847 ein Wassergraben, der zunächst der Straße ihren Namen gab: Grabenstraße. Um die Bahntrasse über diesen Wassergraben zu führen, musste eine Brücke errichtet werden, die im Volksmund „kleine Brücke“ (auf Alstadener Platt „Brögel“) genannt wurde. Nach der Eingemeindung übertrug sich der Name der Brücke auf die Straße. Der Brögel führt von der Bebelstraße an der Hauptschule Alstaden vorbei zum Grünen Winkel. | Brögel |
| Broicher Straße        | 270                                             | broich, brooch, Sumpfgebiet | 1910                                                                                                 | Die Broicher Straße führt von der Alstadener Straße zur Parallelstraße in Lirich-Süd. Sie wurde ursprünglich Franzenkamp genannt; dieser Name ging 1910 auf die damalige Blücherstraße über. Der Name Broicher Straße bezieht sich auf den Alstadener Breitenbruch, an dessen Nordrand die Straße liegt. Da kein Bezug zu einer Ortschaft namens Broich besteht, wird der Name auch entgegen der Schreibweise auf der ersten Silbe betont ([ˈbʁɔɪ̯çɐʃtʁaːsə]). An der Broicher Straße befindet sich – neben dem 1954 als Jugendheim errichteten heutigen Pfarrheim der Peterskirche – das sogenannte Kleine Kloster, das alte 1922 gebaute Pfarrheim, in dem von 1924 bis 1969 die Armen-Schwestern vom heiligen Franziskus lebten. Der kleine Glockenturm des heutigen Wohnhauses ist weithin sichtbar. | Das Kleine Kloster an der Broicher Straße |
| Brunostraße            | 170                                             | Bruno, männlicher Vorname | 1934                                                                                                 | Die Brunostraße führt vom Franzenkamp zur Alstadener Straße. Bis 1910 hieß sie Sandstraße, dann Hügelstraße. 1934 wurde sie willkürlich nach dem männlichen Vornamen benannt. | Brunostraße |
| Bürgerstraße           | 190                                             | Alstadener Bürgerhaus | | An der Bürgerstraße, die von den Sportplätzen und Vereinsheimen an der Kuhle zur Bebelstraße führt, lag früher das Alstadener Bürgerhaus. Heutzutage wird dort das Carl-Sonnenschein-Haus, eine Einrichtung der Caritas für Obdachlose, betrieben. | Bürgerstraße |
| Charlottenstraße       | 400                                             | Charlotte von Hannover, 1668–1705, Königin in Preußen                                                                              | | Prinzessin Charlotte von Hannover war die Ehefrau Friedrichs I. und als solche die erste Königin in Preußen. Sie galt als intelligente und kulturell engagierte Frau. Der benachbarte Breitenbruch war ursprünglich auch nach einer preußischen Königin benannt, nämlich nach der mit Alstaden eng verbundenen Luise (Luisenstraße). Die Charlottenstraße durchquert das nach ihr benannte Charlottenviertel, sie führt von der Benzstraße zum Breitenbruch. Zwischen Benzstraße und Daimlerstraße hieß sie früher Grünstraße. | Charlottenstraße |
| Dachstraße             | 230                                             | Robert Dach, Unternehmer | | Die Dachstraße im Osten Alstadens führt vom Ohrenfeld in einem Bogen zur Stadtgrenze zu Mülheim, wo sie als Alstadener Straße weitergeführt wird. Sie ist nach Robert Dach, einem langjährigen Direktor der Zeche Alstaden, benannt. | Dachstraße |
| Daimlerstraße          | 400                                             | Gottlieb Daimler, 1834–1900, deutscher Ingenieur                                                                                   | 1937                                                                                                 | Die Daimlerstraße führt im Charlottenviertel vom Flockenfeld zum Franzenkamp. Ursprünglich hieß sie Blumenstraße, nach der Eingemeindung dann Gärtnerstraße. Dieser Name blieb nach der Gründung Groß-Oberhausens dann 1937 in Sterkrade. Heute ehrt der Straßenname Gottlieb Daimler. Mehrere Straßen in der Umgebung tragen die Namen von Autoingenieuren (Benzstraße, Dieselstraße, Maybachstraße). | Daimlerstraße |
| Derfflingerstraße      | 190                                             | Georg von Derfflinger, 1606–1695, preußischer Generalfeldmarschall                                                                 | | Die Derfflingerstraße ist eine kurze Verbindung zwischen dem Franzenkamp und der Alstadener Straße. Sie ist nach Georg von Derfflinger, einem Generalfeldmarschall und dem Gründer der preußischen Armee, benannt. Mehrere Straßen in der Umgebung tragen Namen von preußischen Generälen (Roonstraße, Kluckstraße). | Derfflingerstraße |
| Dieselstraße           | 200                                             | Rudolf Diesel, 1858–1913, deutscher Ingenieur und Erfinder des Dieselmotors                                                        | 1936                                                                                                 | Die Dieselstraße verbindet den Franzenkamp mit der Alstadener Straße. Sie hieß bis 1910 Neustraße und danach bis 1936 Gewannstraße, bevor sie nach dem Autoingenieur Rudolf Diesel benannt wurde. Mehrere Straßen in der Umgebung tragen die Namen von Autoingenieuren (Benzstraße, Daimlerstraße, Maybachstraße). | Dieselstraße |
| Elisabethstraße        | 160                                             | Elisabeth Wolters | | Die Elisabethstraße im Osten Alstadens verbindet die Lindermannstraße mit der Hiberniastraße. Sie wurde auf dem Grundstück von Elisabeth Wolters angelegt. | Elisabethstraße |
| Erftstraße             | 210                                             | Erft, Nebenfluss des Rheins | 1938                                                                                                 | Die Erftstraße in der Alstadener Heide ist eine Stichstraße zur Roonstraße. Sie wurde 1862 unter dem Namen Sandstraße von Alstaden nach Oberhausen abgemeindet und 1938 nach der Gründung Groß-Oberhausens in Erftstraße umbenannt. | Erftstraße |
| Ernastraße             | 160                                             | Erna, weiblicher Vorname | 1933                                                                                                 | Die Ernastraße im Charlottenviertel verbindet den Stubbenbaum mit der Benzstraße. Ihr ursprünglicher Name war Mittelstraße, nach 1910 hieß sie dann Birkenstraße. 1938 wurde sie wohl willkürlich nach dem deutschen weiblichen Vornamen benannt. | Ernastraße |
| Fährstraße             | 240                                             | alte Alstadener Ruhrfähre | | Die Alstadener Ruhrfähre setzte vom Mittelalter an bis in die Neuzeit nach Speldorf über. Ein wichtiger Pilgerweg nach Rom, den Albert von Stade beschrieben hat, führte von Lippern nach Duisburg über die Ruhrfähre. Der letzte Fährbesitzer von Alstaden war Matthias Schrör, der auch die Gastwirtschaft Matthes von der Ruhrfähre betrieben hatte. Die Fährstraße führt von Am Ruhrufer zur Behrensstraße. Die Hönnestraße bildet ihre Verlängerung hinter der Behrensstraße. | Fährstraße |
| Fischerstraße          | 130                                             | Fischer, Berufsbezeichnung | 1933                                                                                                 | Die Fischerstraße ist eine kurze Stichstraße – parallel zum Alsterfeld – zur Bebelstraße. Hier siedelten vermutlich schon in früheren Zeiten Fischer, die in der Ruhr fischten. Die Fischerstraße hieß bis 1910 Parallelstraße, danach bis 1933 Bergstraße. | Fischerstraße |
| Flockenfeld            | 900                                             | Flocken, alte Alstadener Landwirtsfamilie                                                                                          | 1910                                                                                                 | Das Flockenfeld, das vom Fröbelplatz in einem Bogen nach Norden hin zur Bebelstraße führt, wurde auf den Feldern des Bauern Flocken angelegt. Bis 1910 hieß die Straße Moltkestraße. Der Straßenname wird oft auf der letzten Silbe betont (flɔkŋ̩ˈfɛlt). | Flockenfeld |
| Flügelstraße           | 850                                             | Flügel der alten Hoppermannsmühle                                                                                                  | 1910                                                                                                 | Die Flügelstraße war um 1870 als Heidstraße bekannt, später hieß sie bis zur Eingemeindung Mühlenstraße. Sie führt vom Fröbelplatz durch die Siedlungen zur Obermeidericher Straße. Die Flügel der alten Hoppermannsmühle, die an der Flügelstraße lag, sollen um 1900 bei einem Sturm auf die Straße gefallen sein und so der Straße zu ihrem Namen verholfen haben. Die Hoppermannsmühle wurde abgerissen. An ihrer Stelle steht eine Nachbildung der alten Mühle, die heute das Restaurant „Zur Mühle“ beherbergt. Der Kiepens Hof (Flügelstraße 132) zählt zu den ältesten Gebäuden Alstadens (errichtet um 1800) und steht unter Denkmalschutz. | Das Restaurant „Zur Mühle“ (genannt „Neue Hoppermannsmühle“)                                                                                   |
| Franzenkamp            | 950                                             | „französisches Feld“ oder „Feld des Bauern Franz“                                                                                  | 1910                                                                                                 | Der Franzenkamp führt vom Kiwittenberg zur Bebelstraße. Es gibt zwei Deutungen des Namens. - „Französisches Feld“: Der Name leitet sich von französischen Soldaten ab, die hier im Spanischen Erbfolgekrieg um 1703 lagerten. - „Feld des Bauern Franz“ Der Franzenkamp hieß bis 1910 Blücherstraße. Der Name wird oft auf der letzten Silbe betont (fʁant͜sn̩ˈkamp). | Franzenkamp |
| Fritz-Eickelen-Straße  | 500 (alle Straßenabschnitte zusammen)           | Fritz Eickelen, 1926–2013, Bürgermeister in Oberhausen und Vorsitzender des Bürgervereins Styrum                                   | 2014                                                                                                 | Die Fritz-Eickelen-Straße ist ein Neubaugebiet auf dem Gelände des alten Landwehrstadions des SC Rot-Weiß Oberhausen. Sie ist nach Fritz Eickelen, einem langjährigen Bürgermeister der Stadt Oberhausen benannt, der von 1967 bis 1992 auch Vorsitzender des Bürgervereins Styrum war. | Fritz-Eickelen-Straße |
| Fritz-Giga-Straße      | 380 (alle Straßenabschnitte zusammen)           | Fritz Giga, Widerstandskämpfer | 2014                                                                                                 | Die Fritz-Giga-Straße ist ein Neubaugebiet auf dem Gelände des alten Landwehrstadions des SC Rot-Weiß Oberhausen. Sie ist nach Fritz Giga benannt, einem Kommunisten, der in Oberhausen Widerstand gegen den Nationalsozialismus leistete und dafür 1934 festgenommen wurde und gefoltert wurde. Nach seiner Genesung beteiligte er sich am Spanischen Bürgerkrieg gegen General Francisco Franco, in dem er 1937 bei Romanillos fiel. | Fritz-Giga-Straße |
| Fröbelplatz            | 40 × 20                                         | Friedrich Fröbel, 1782–1852, Pädagoge und Schöpfer der Kindergartenbewegung                                                        | 1937                                                                                                 | Der Fröbelplatz war jahrhundertelang der Dorfplatz des ursprünglich selbstständigen Westens von Alstaden, des sogenannten Heiderhöfens. Der Platz erhielt wohl um 1890 den Namen Bismarckplatz. Auch nach dem Zusammenwachsen von Alstaden mit Heiderhöfen verlor er nicht seine Rolle als Zentrum. Seit 1937 ist er nach Friedrich Fröbel benannt. Bis heute ist der Fröbelplatz ein Knotenpunkt in Alstaden, fünf Buslinien der Stadtwerke Oberhausen haben hier ihre Endstation. Es gibt kein Straßenschild, das auf den Fröbelplatz hinweist. Die Häuser am Platz haben die umliegenden Straßen als Adresse. Nur die Bushaltestelle Fröbelplatz ist ausgeschildert. | Fröbelplatz |
| Geitlingstraße         | 200                                             | Flöz Geitling, Kohlenflöz der Wittener Schichten                                                                                   | | Das Flöz Geitling der Wittener Schichten wurde vornehmlich auf der Zeche Alstaden abgebaut. Die Geitlingstraße ist eine kurze Stichstraße der Kewerstraße, gegenüber der Lilienstraße. | Geitlingstraße |
| Gellertstraße          | 300                                             | Christian Fürchtegott Gellert, 1715–1769, Dichter und Schriftsteller, bekannt für seine geistlichen Lieder, Fabeln und Erzählungen | 1945                                                                                                 | Die Gellertstraße, die im Nordosten Alstadens die Akazienstraße mit der Grenzstraße verbindet und heute an den Dichter und Schriftsteller Christian Gellert, der für seine geistlichen Lieder, Fabeln und Erzählungen bekannt ist, erinnert, hat eine wechselvolle Geschichte. Ursprünglich hieß sie Oberhausener Straße, dieser Name wurde mit der Eingemeindung nach Oberhausen dann jedoch verworfen. Bis 1937 trug sie den Namen Herzogstraße, der in Tackenberg verblieb. Unter der Diktatur der Nazis wurde sie nach Dietrich Eckart benannt. 1945 erhielt sie im Rahmen der Entnazifizierung ihren heutigen Namen. | Gellertstraße |
| Germaniaweg            | 160                                             | | | Der Germaniaweg ist eine kleine Neubausiedlung zwischen Mörikestraße und Moselstraße. | Germaniaweg |
| Gertrudstraße          | 260                                             | Gertrud Becker | 1910                                                                                                 | Die kurze Gertrudstraße verbindet die Landwehr mit der Akazienstraße. Sie wurde als Steinstraße auf dem Grundstück des Ziegeleibesitzers Fritz Becker angelegt und nach der Eingemeindung 1910 daher nach dessen Ehefrau benannt. | Gertrudstraße |
| Griesheimer Straße     | 180                                             | Griesheim, Ortsteil der Stadt Stadtilm                                                                                             | 1936                                                                                                 | Ursprünglich hieß die Griesheimer Straße Hofstraße, dieser Name verblieb 1936 in Buschhausen. Es ist schleierhaft, warum diese Straße dann nach der Ortschaft Griesheim im Thüringer Wald benannt wurde. Die Griesheimer Straße verläuft zwischen dem Fröbelplatz und der Mörikestraße. | Griesheimer Straße |
| Grüne Aue              | 270 ohne Stichstraßen: 150                      | „grüne Wiese“ | | Die Grüne Aue, ein kleines Neubaugebiet, ist die Verlängerung der Landwehr hinter dem Rehmer. | Grüne Aue |
| Grüner Winkel          | 560                                             | „grüne Ecke“ | | Der Grüne Winkel verläuft von der Sofienstraße bis zum Brachland am Brögel. Sein Name deutet auf einen Wohnbezirk mit viel Grün der Natur hin. | Grüner Winkel |
| Günther-Büch-Straße    | 350                                             | Günther Büch, 1932–1977, deutscher Schauspielregisseur                                                                             | 2009                                                                                                 | Die Günther-Büch-Straße ist eine Neubausiedlung am Kiwittenberg. Sie ist nach Günther Büch benannt, der zehn Jahre lang als Schauspielregisseur am Theater Oberhausen wirkte. Ihr Name ist nicht unumstritten: Günther Büch sei eher unbekannt, vermutlich nie in Alstaden gewesen und außerdem passe die Bezeichnung Straße nicht zu diesem kleinen Weg. | Günther-Büch-Straße |
| Haldenstraße           | 650                                             | Solbadhalde (eigentlich Halde Alstaden), Abraumhalde der Zeche Alstaden                                                            | 1910                                                                                                 | Die Haldenstraße führt in einem Bogen von der Solbadstraße zur Stelte. Sie hieß ursprünglich teils Schillerstraße und teils Uhlandstraße, bevor sie nach der an der Straße liegenden Abraumhalde der Zeche Alstaden benannt wurde. | Haldenstraße |
| Hauerweg               | 200                                             | Hauer, Beruf im Bergbau | 1973                                                                                                 | Der Hauer stellt den Bezug zum Bergbau her, da die Straße auf dem ehemaligen Gelände der Zeche Alstaden angelegt wurde. Der Hauerweg liegt in der Werkbundsiedlung und verbindet den Marktplatz der Siedlung mit der Behrensstraße. | Hauerweg |
| Heiderhöfen            | 850                                             | Heiderhöfen, zweiter Siedlungskern Alstadens „Höfe in der Heide“                                                                   | vor 1790 (früheste Einzeichnung des Dorfs auf einer Karte), 1910 (Zurück-Umbenennung in Heiderhöfen) | Seit dem Hochmittelalter gab es hier den Wohnplatz Heiderhöfen, der am Rande der Alstadener Lehmspreite an einem Durchlass der Bergischen Landwehr entstand. Seit dem frühen 19. Jahrhundert bildeten Alstaden und Heiderhöfen (mit der Alstadener Heide) die Gemeinde Alstaden, bevor die beiden Dörfer zusammenwuchsen. Die Straße Heiderhöfen war vermutlich die Hauptstraße des kleinen Ortes. Der Name Heiderhöfen leitet sich von „Höfe in der Heide“ ab und wurde auf der Karte der Grafschaft Mark von 1790 als Heider Höfe eingezeichnet. Auf der Tranchotkarte wird das Dorf Heiderhofen genannt, später Heidershöfe. Etwa ab 1890 setzt sich die Variante Heiderhöfen durch, die inzwischen allerdings nur noch den westlichen Teil Alstadens und kein eigenständiges Dorf mehr bezeichnet. Die Straße Heiderhöfen, die den Fröbelplatz (alter Heiderhöfer Dorfplatz) in einem Bogen nach Süden hin mit der Bebelstraße verbindet, wurde um 1890 herum in Bismarckstraße umbenannt, bei der Eingemeindung 1910 erhielt sie ihren alten Namen zurück. Der Straßenname ist im lokalen Dialekt oft männlich: der Heiderhöfen. Für „in der Straße Heiderhöfen“ wird stets „auf (dem) Heiderhöfen“ gesagt. | Heiderhöfen, im Hintergrund die Evangelische Kirche                                                                                            |
| Herbert-Mösle-Weg      | 190                                             | Herbert Mösle, 1926–1988, Gewerkschafter                                                                                           | 1998                                                                                                 | Der Herbert-Mösle-Weg ist eine Neubausiedlung zwischen Franzenkamp, Kiwittenberg und Breitenbruch. | Herbert-Mösle-Weg |
| Hiberniastraße         | 800                                             | Hibernia AG | 1910                                                                                                 | Die Hiberniastraße führt im Osten Alstadens von der Kewerstraße zur Akazienstraße. Ursprünglich zusammen mit Kallen und Haldenstraße Schillerstraße genannt, erinnert ihr Name heute an die Übernahme der Zeche Alstaden durch die Hibernia AG, die 1904 Carl Behrens maßgeblich arrangierte. | Hiberniastraße |
| Holzweg (*)            | 180                                             | | | Der Holzweg ist ein kleiner Fußweg zwischen Bebelstraße und Grünem Winkel, der amtlich nicht benannt ist. In mehreren Karten taucht allerdings der Name Holzweg auf. Der Holzweg führt an der alten Antoniusschule (heute Teil der Hauptschule Alstaden) und am Franziskushaus vorbei. | Holzweg |
| Hönnestraße            | 170                                             | Hönne, Zufluss der Ruhr | | Die Hönnestraße ist ein kleines Neubaugebiet an der Behrensstraße. Viele jüngere Straßen im Westen und Südwesten tragen – wohl aufgrund der Nähe zur Ruhr – Namen von Flüssen der Region. | Hönnestraße |
| Im Heidefeld           | 440 ohne Stichstraßen: 240                      | alte Katasterbezeichnung | 1975                                                                                                 | Nach einem Plan der Gemeinde Styrum von 1863 wurde der Bereich, in dem die Straße liegt, Heidefeld genannt. Daher erhielt das Neubaugebiet diesen Namen. | Im Heidefeld |
| Im Sande               | 160                                             | | | Im Sande ist eine kleine Neubausiedlung an der Blattstraße. 2009 wurden fünf Häuser der südlich gelegenen neueren Siedlung Im Sande zugeteilt und außerdem eine Verbindung zum verbliebenen Teil dieser Siedlung, der Günther-Büch-Straße, geschaffen. | Im Sande |
| Im Streb               | 150                                             | Streb, Abbauraum im Bergbau | 1973                                                                                                 | Der Streb stellt den Bezug zum Bergbau her, da die Straße auf dem ehemaligen Gelände der Zeche Alstaden angelegt wurde. Der Weg liegt in der Werkbundsiedlung und führt von deren Marktplatz zur Fährstraße. | Das „Kleine Schlösschen“ im Streb (Werkbundsiedlung)                                                                                           |
| Kallen                 | 90                                              | „Kallen“, Ripuarisch für „Wasserrinne“                                                                                             | vor 1823, Zurück-Umbenennung 1910                                                                    | Die alte Katasterbezeichnung von 1823, auf der Kallen, lässt sich als „an der Wasserrinne, Straßenrinne“ übersetzen. Noch heute sagt man für „in der Straße Kallen“ im lokalen Dialekt auf der Kallen. Die (oder der) Kallen ist eine kurze Stichstraße zur Stelte und war vor 1910 zusammen mit der heutigen Hiberniastraße und Haldenstraße Teil der Schillerstraße. | Kallen |
| Kewerstraße            | 1380 ohne Stichstraßen: 1200                    | Ludolf Kewer, 1857–1923, Bürgermeister von Alstaden                                                                                | 1910                                                                                                 | Die Kewerstraße, die Fortführung der Bebelstraße nach der Unterführung der Bahnstrecke Duisburg–Dortmund, ist die Hauptstraße im Süden Alstadens. Sie wird in ihrem Verlauf in östliche Richtung immer schmaler und verlässt schließlich das Oberhausener Stadtgebiet nach Mülheim an der Ruhr, wo sie als Dicksfeldstraße noch einige Meter weitergeführt wird, bevor sie als Sackgasse an der A40 endet. Ursprünglich hieß die Straße Wilhelmstraße, seit 1910 ehrt sie Ludolf Kewer (* 1857 Rheinberg, † 1923 Münster), der von 1904 bis 1910 der erste und einzige Bürgermeister von Alstaden war. An der Kewerstraße befinden sich der Ruhrpark und der Lindermannshof, ein bereits 1472 erwähnter Bauernhof. Später trug er den Namen Weinhaus, bevor er in jüngerer Zeit Lindermannshof genannt wurde. Wann das heutige Gebäude errichtet worden ist, ist unbekannt, es dient heutzutage als Wohnhaus. 1969 errichtete die Pfarrei St. Antonius an der Kewerstraße die Filialkirche St. Hildegard am Ruhrpark. Im Zuge der Umstrukturierung der Pfarreien im Bistum Essen wurde St. Hildegard 2007 profaniert und abgerissen.                                                                             | Kewerstraße, links der Ruhrpark · Lindermannshof an der Kewerstraße · Villen auf den ehem. Gelände der Filialkirche St. Hildegard, Kewerstraße |
| Kiepenfeld             | 100                                             | Kiepen, alte Alstadener Landwirtsfamilie                                                                                           | | Das Kiepenfeld führt von der Blattstraße zur Alstadener Straße. Die Straße wurde in den Feldern des Kiepenhofs angelegt und erhielt daher ihren Namen. Der Kiepenhof existiert heute noch als etwa 200 Jahre altes, denkmalgeschütztes Gebäude am Fröbelplatz. | Kiepenfeld |
| Kiwittenberg           | 550                                             | „Berg mit Kiebitzen“ | 1910                                                                                                 | Die hier heimischen Kiebitze waren die Namensgeber, nämlich durch ihren Balzruf, der wie „Kiwitt, kiwitt!“ klingt. Noch im 20. Jahrhundert ging man hier in der alten Alstadener Heide auf Suche nach Kiebitzeiern, die schon immer als besondere Delikatesse galten. Der Kiwittenberg war lange eine deutliche Erhöhung in der Heide, heute ist dies durch die Bergsenkung stark vermindert. Die Straße Kiwittenberg führt von der Mörikestraße durch die Siedlungen zur Kleinen Blattstraße. Sie hieß bis 1910 Viktoriastraße. | Kiwittenberg |
| Kleine Blattstraße     | 160                                             | siehe Blattstraße | | Die Kleine Blattstraße ist eine kurze, im 21. Jahrhundert angelegte Verbindung zwischen Brunostraße und Blattstraße. Man kann allerdings nur als Fußgänger von der Blattstraße aus die Kleine Blattstraße erreichen. | Kleine Blattstraße |
| Kleine Kluckstraße     | 50                                              | siehe Kluckstraße | | Die Kleine Kluckstraße ist eine kurze Stichstraße an der Kluckstraße. | Kleine Kluckstraße |
| Kluckstraße            | 830 ohne Stichstraßen: 600                      | Alexander von Kluck, 1846–1934, preußischer Generaloberst                                                                          | | Die Kluckstraße liegt im Teil der Alstadener Heide, der 1862 nach Oberhausen eingemeindet worden ist. Sie wird von der Ruprechtstraße in den jüngeren, unteren Abschnitt und den älteren, oberen Abschnitt unterteilt. Der untere Teil ist eine Sackgasse, der obere Teil endet an der Peterstraße. Wie mehrere Straßen in der Umgebung (Roonstraße, Derfflingerstraße) ehrt ihr Straßenname mit Alexander von Kluck einen preußischen General. | Kluckstraße |
| Kuhle                  | 450                                             | Wippermanns Ziegelkuhle, alte Ziegelei                                                                                             | 1910                                                                                                 | Die Straße führte einst durch Wippermanns Ziegelkuhle, wo Lehm abgebaut und Ziegel gebrannt wurden. Noch heute sieht man den Höhenunterschied zwischen der tiefen Kuhle und den umliegenden Straßen. Die Kuhle liegt zwischen der Amboßstraße und dem Flockenfeld, bis 1910 hieß sie Bruchstraße. | Kuhle |
| Lahnstraße             | 180                                             | Lahn, Zufluss des Rheins | | Die Lahnstraße ist ein kleines Neubaugebiet an der Flügelstraße. Viele jüngere Straßen in den Siedlungen im Westen tragen – wohl aufgrund der Nähe zur Ruhr – Namen von Flüssen der Region. | Lahnstraße |
| Landwehr               | 700 im Stadtteil                                | Bergische Landwehr | überliefert                                                                                          | Hier wurde im Mittelalter die Bergische Landwehr angelegt, die Schutz vor Übergriffen von Räubern wie Soldaten bot. Die Landwehr bestand aus zwei bis drei dicht bewachsenen und daher damals unüberwindbaren Wällen mit Hainbuchen und Kopfweiden, Schwarz- und Weißdorn sowie Heckenrosen. Die Wälle lassen sich heute nicht mehr erkennen, die Straße Landwehr folgt allerdings seit Jahrhunderten dem Verlauf der alten Verteidigungsanlage: Sie beginnt am Rehmer, macht dann einen Bogen, sodass sie bis zum Rechenacker parallel zum Rehmer und zum Ohrenfeld verläuft, bevor sie eine weitere Kurve macht und dann durch Styrum zur Mülheimer Straße führt. | Untere Landwehr |
| Lenaustraße            | 290                                             | Nikolaus Lenau, 1802–1850, österreichischer Schriftsteller                                                                         | 1945                                                                                                 | Die Lenaustraße, die parallel zur Gellertstraße von der Akazienstraße zur Grenzstraße führt, hieß bis 1937 Lessingstraße und wurde dann unter der Diktatur der Nazis nach Wilhelm Friedrich Loeper benannt. Im Rahmen der Entnazifizierung erhielt sie 1945 ihren heutigen Namen, der an Nikolaus Lenau, den spätromantischen Schriftsteller des Weltschmerzes, erinnert. | Lenaustraße |
| Lennestraße            | 200 ohne Stichstraßen: 180                      | Lenne, Zufluss der Ruhr | 1982                                                                                                 | Die Lennestraße befindet sich in der verwinkelt angelegten Siedlung Alte Ruhr im Südwesten Alstadens, zwischen Behrensstraße und Blockstraße. Viele jüngere Straßen im Westen und Südwesten tragen – wohl aufgrund der Nähe zur Ruhr – Namen von Flüssen der Region. | Lennestraße |
| Lickenberg             | 270                                             | alte Flurbezeichnung | 1910                                                                                                 | Der Straßenname Lickenberg leitet sich von einer alten Flurbezeichnung ab. Es gibt mehrere Deutungen: - lichter Berg, im Sinne von „Berg mit einer Lichtung, wenig bewachsener Berg“: Dies würde auf das am Südrand der Alstadener Heide gelegene Gebiet zutreffen. - Leichenberg: Im Zusammenhang mit dem, 1905 angelegten, benachbarten Friedhof. Der Lickenberg ist die Verlängerung des Breitenbruchs hinter dem Flockenfeld. Er führt bis zum Heiderhöfen. Bis 1910 trug die Straße den Namen Schulstraße, denn hier stand von 1900 bis 2019 die katholische Grundschule GK Ruhrschule, die sich seitdem an der Bebelstraße befindet. | Das ehemalige Gebäude der GK Ruhrschule am Lickenberg                                                                                          |
| Lilienstraße           | 160 vom Ohrenfeld: 150, von der Kewerstraße: 10 | Lilien, bekannte Zierpflanzen | 1910                                                                                                 | Die Lilienstraße erhielt 1910 willkürlich – wahrscheinlich in Anlehnung an ihren früheren Namen(Rosenstraße) – ihren Namen. Durch die Bergisch-Märkische Eisenbahn wurde die Straße aufgeteilt, der Großteil befindet sich nördlich der heute stillgelegten und bewachsenen Bahnstrecke als Stichstraße zum Ohrenfeld, ein Abschnitt mit zwei Häusern liegt südlich der Bahnstrecke als Stichstraße zur Kewerstraße. | Lilienstraße, nördlicher Teil |
| Lindermannstraße       | 600                                             | Wilhelm Lindermann, 1856–1909, langjähriger Ortsvorsteher von Alstaden                                                             | 1937                                                                                                 | Die Lindermannstraße verbindet die Landwehr mit dem Ohrenfeld. Sie hieß bis 1910 Schützenstraße, danach bis 1937 Lindnerstraße. Heute ehrt ihr Name Wilhelm Lindermann, einen Landwirt, der lange Ortsvorsteher der Gemeinde Alstaden war. | Lindermannstraße |
| Lohmannshof            | 100                                             | Lohmannshof, Bauerngut | 6. Mai 2015                                                                                          | Die Straße Lohmannshof, die nach dem angrenzenden, traditionsreichen Bauerngut benannt ist, führt seit 2015 als Stichstraße zur Blockstraße in die Ruhrauen. Dort wurde eine Siedlung aus Einfamilienhäusern gebaut. | Lohmannshof |
| Matthias-Hendricks-Weg | 110                                             | Matthias Hendricks, 1885–1984, Gründer und erster Vorsitzender des Bürgerrings Alstaden                                            | 1997                                                                                                 | Der Matthias-Hendricks-Weg ist ein kleines Neubaugebiet an der Bebelstraße. | Matthias-Hendricks-Weg |
| Maybachstraße          | 250                                             | Wilhelm Maybach, 1846–1929, Kraftwagenkonstrukteur und Gründer der Maybach-Motorenbau GmbH                                         | | Die kurvenreiche Maybachstraße im Charlottenviertel verbindet das Flockenfeld mit der Benzstraße. Sie ist wie mehrere Straßen in der Umgebung (Benzstraße, Daimlerstraße, Dieselstraße) mit Wilhelm Maybach nach einem Autoingenieur benannt. | Maybachstraße |
| Möhnestraße            | 920 (alle Straßenabschnitte zusammen)           | Möhne, Zufluss der Ruhr | 1982                                                                                                 | Die Möhnestraße befindet sich in der verwinkelt angelegten Siedlung Alte Ruhr im Südwesten Alstadens, zwischen Behrensstraße und Blockstraße. Viele jüngere Straßen im Westen und Südwesten tragen – wohl aufgrund der Nähe zur Ruhr – Namen von Flüssen der Region. | Möhnestraße, Siedlung Alte Ruhr |
| Mörikestraße           | 60                                              | Eduard Mörike, 1804–1875, deutscher Dichter                                                                                        | 1936                                                                                                 | Die Mörikestraße zwischen Kiwittenberg und Germaniaweg hieß ursprünglich Goebenstraße, 1910 wurde sie in Timpenstraße umbenannt. Dieser Name verblieb 1936 in Osterfeld, sodass die Straße ihren heutigen Namen erhielt, der an Eduard Mörike, einen deutschen Dichter, Lyriker und Erzähler erinnert. Die Mörikestraße hat eine ungewöhnliche Nummerierung: Es gibt die Hausnummern 29, 38, 42 und 44. Hausnummer 29 ist die 1898 errichtete Bismarckschule (ehemals Mörikeschule). | Mörikestraße |
| Moselstraße            | 300                                             | Mosel, Zufluss des Rheins | | Die Moselstraße ist ein kleines Neubaugebiet an der Flügelstraße. Viele jüngere Straßen in den Siedlungen im Westen tragen – wohl aufgrund der Nähe zur Ruhr – Namen von Flüssen der Region. | Moselstraße |
| Neuer Weg              | 350                                             | alte Katasterbezeichnung („im neuen Feld“)                                                                                         | 1910                                                                                                 | Der Neue Weg hieß ursprünglich Meidericher Straße, denn er führt von der Ruhrstraße nach Meiderich-Dümpten, wo er als Styrumer Straße weitergeführt wird. | Neuer Weg |
| Obermeidericher Straße | 750 im Stadtteil                                | Obermeiderich, Stadtteil von Duisburg                                                                                              | | Die Obermeidericher Straße war erst die Grenze zwischen dem Herzogtum Berg und dem Herzogtum Kleve, ab 1806 bis 1910 die Grenzstraße zwischen Alstaden und Obermeiderich, heute ist sie Grenzstraße zwischen Oberhausen und Duisburg. | Obermeidericher Straße |
| Ohrenfeld              | 1200                                            | uralte Wohnplatzbezeichnung | vor 1823, Zurück-Umbenennung 1910                                                                    | Der älteste überlieferte Alstadener Straßenname stammt aus dem Jahr 1662 und aus einem Güterverzeichnis des Klosters Sterkrade. Er lautet Overwegh („Oberweg“). Er beschreibt den hoch gelegenen, noch nicht durch den Bau der Stammstrecke der Köln-Mindener Eisenbahn-Gesellschaft getrennten, Straßenzug Behrensstraße–Ohrenfeld. Später, um 1823, trägt diese Straße den Namen Kreuzstraße. Der Osten des heutigen Ohrenfelds heißt aber schon damals Ohrenfelds Weg. Um die Jahrhundertwende erhält die gesamte heutige Straße Ohrenfeld den Namen Styrumer Straße. Aus den alten Namen und Verzeichnissen lässt sich allerdings schließen, dass „Ohrenfeld“ eine uralte Kataster- und Wohnplatzbezeichnung ist. Es gibt mehrere Deutungen: - Umdeutung von Ähren-Feld - „Feld mit Ohrgrund“ Die Straße selbst führt von der Kewerstraße zum Rechenacker. Dahinter wird sie als Meidericher Straße in Mülheim weitergeführt. | Ohrenfeld |
| Peterplatz             | 80                                              | ehemalige Katholische Kirche St. Peter                                                                                             | nach 1916                                                                                            | Der Peterplatz ist trotz seines Namens im Wesentlichen eine Straße, neben der sich ein Parkplatz, ein Spielplatz und einige Grünanlagen vor der 1916 bis 1918 errichteten und 2021 profanierten Kirche und den zugehörigen Häusern befinden. Die Straße führt von der Peterstraße zur Broicher Straße. | Peterskirche · Peterplatz |
| Peterstraße            | 140                                             | ehemalige Katholische Kirche St. Peter                                                                                             | nach 1916                                                                                            | Die Peterstraße führt von der Alstadener Straße zum Peterplatz. | Peterstraße |
| Püttstraße             | 450 ohne die Püttbrücke: 240                    | Pütt, Ruhrdeutsch für „Zeche“. | 1910                                                                                                 | Die Püttstraße führte einst von der heutigen Behrensstraße zum Heiderhöfen. Später wurde dazwischen die Bergisch-Märkische Eisenbahn gebaut, die 1995 stillgelegt wurde. Eine Brücke führt noch heute von der Püttstraße zum Heiderhöfen, die im Volksmund Püttbrücke genannt wird. Auch weist ein Straßenschild an der Kreuzung Heiderhöfen-Püttbrücke noch immer auf die einstige Kreuzung zur Püttstraße hin. Der Straßenname erinnert an die Zeche Alstaden, die in der Nähe der Püttstraße lag. Bis 1910 hieß die Straße Bergstraße. | Püttstraße |
| Rechenacker            | 850                                             | alte Flurbezeichnung | 1910                                                                                                 | Die alte Flurbezeichnung „Rechenacker“ deutet auf einen Getreideacker hin, auf dem das liegengebliebene Getreide mit Rechen zusammengeharkt wurde. Schon die alte Bezeichnung Flurstraße hat den Bezug zur Landwirtschaft. Der Rechenacker führt von der Dachstraße zur Landwehr. An ihm liegen die städtische Landwehrschule und die Christian-Morgenstern-Schule, bis 2013 befanden sich hier auch das Landwehrstadion und die Geschäftsstelle des SC Rot-Weiß Oberhausen. | Rechenacker |
| Rehmer                 | 550                                             | „Sumpfgebiet“ | 1910                                                                                                 | Die alte Flurbezeichnung am Rehmer bezog sich vermutlich auf ein Waldstück, der Name steht für „Sumpfgebiet“, womit der Rehmer wie der Breitenbruch und die Broicher Straße auf die Geländebeschaffenheit zwischen Lipper Heide, Alstadener Lehmspreite und Ruhrauen hinweist, im Gebiet, in dem die Siedlung Alstaden gegründet wurde. Der (oder die) Rehmer führt von der Bebelstraße zur Hiberniastraße, seit 2015 wird er hinter der Hiberniastraße als Fritz-Eickelen-Straße fortgeführt. Bis 1910 hieß die Straße Kirchstraße, nach der dort befindlichen Evangelischen Kirche Alstaden. | Rehmer · Evangelische Kirche Alstaden am Rehmer                                                                                                |
| Reinholdstraße         | 50                                              | Reinhold, Heiliger aus Köln | 1929                                                                                                 | Die winzige Stichstraße zur Roonstraße hieß bis 1929 Stephanstraße, seitdem trägt sie den Namen des Stadtpatrons von Dortmund. | Reinholdstraße |
| Richardstraße          | 90                                              | Richard, männlicher Vorname | 1910                                                                                                 | Die Richardstraße ist eine Stichstraße zum Heiderhöfen, nahe dem Fröbelplatz. Sie hieß bis 1910 Kurze Straße und wurde danach willkürlich nach dem männlichen Vornamen benannt. Vor Hausnummer 10 befindet sich ein Stolperstein für Hans Müller, der hier 1914 geboren wurde und im Alter von 20 Jahren von den Nationalsozialisten verhaftet wurde, weil er als Mitglied des Kommunistischen Jugendverbands Deutschlands half, regimefeindliche Flugblätter im Keller des Oberhausener Josefshospitals zu drucken. 1938 kam Müller ins KZ Sachsenhausen, aus dem er befreit wurde. | Richardstraße |
| Romgesweg              | 370                                             | rame, rome, Bergisch für Metall, Erz                                                                                               | | Eine alte Bezeichnung für eine hier gelegene Gemarkung war „am Romges“. Vermutlich handelt es sich um einen Fundort von Raseneisenstein. | Romgesweg |
| Roonstraße             | 550                                             | Albrecht von Roon, 1803–1879, preußischer General                                                                                  | | Die Roonstraße liegt im Teil der Alstadener Heide, der 1862 nach Oberhausen eingemeindet worden ist. Sie führt von der Broicher Straße nach Alt-Oberhausen, wo sie als Hermann-Albertz-Straße weitergeführt wird. Ihr Name ehrt Albrecht von Roon, einen preußischen Generalfeldmarschall in den deutschen Einigungskriegen. Mehrere Straßen in der Umgebung tragen Namen von preußischen Generälen (Derfflingerstraße, Kluckstraße). | Roonstraße |
| Ruhrstraße             | 560 ohne Feldwege: 220                          | Ruhr, bei Alstaden fließender Fluss                                                                                                | vor 1823                                                                                             | Die Ruhr hat Alstaden kulturell und wirtschaftlich schon immer geprägt. Bis zur Industrialisierung war Alstaden ein Handelshafen mit Schiffergewerbe und Fähren. Alstaden hat 1,8 km Anteil an der Ruhr. Die Ruhrstraße liegt im Westen, wo einige Straßen nach Flüssen (größtenteils Zuflüssen der Ruhr) benannt sind. Sie beginnt an der Flügelstraße und endet hinter der Sorpestraße, ein Fußweg in Richtung der Ruhrauen und eine Privatstraße führen von hier weiter. Der Name „Ruhrstraße“ ist schon auf einer Karte von 1823 belegt. | Ruhrstraße |
| Ruprechtstraße         | 170 im Stadtteil                                | Ruprecht, männlicher Vorname | 1945                                                                                                 | Die Ruprechtstraße, die im 1862 nach Oberhausen abgemeindeten Teil der Alstadener Heide liegt, führt von der Alstadener Straße nach Lirich-Süd. Ursprünglich hieß sie Michelstraße und wurde 1937 unter der Diktatur der Nazis nach Wilhelm Gustloff benannt. 1945 erhielt sie im Rahmen der Entnazifizierung wohl willkürlich den heutigen Namen. | Ruprechtstraße |
| Samlandstraße          | 470 ohne Fußweg: 250                            | Samland, Halbinsel in der Ostsee                                                                                                   | | Die Samlandstraße beginnt am Rechenacker und führt bis hinter die Bonetstraße. Ihren Namen hat sie von der Küstenregion Samland, die bis 1945 zum Deutschen Reich gehörte und seitdem russisch ist. | Samlandstraße |
| Schifferstraße         | 120                                             | Schiffer, Berufsbezeichnung | 1937                                                                                                 | Die Schifferstraße trägt ihren Namen inn Erinnerung an die Alstadener Schiffer, die schon um 1700 auf flachen Ruhraaks Kohle über die Ruhr fuhren. Mit dem Bau des Ruhrschifffahrtskanals 1927 verlor Alstaden seine Bedeutung als Hafen. Die Straße führt von der Behrensstraße zum Ruhrdeich und der Straße Am Ruhrufer. Sie hieß bis 1937 Koloniestraße, weil sich hier eine Arbeiterkolonie der Zeche Alstaden befindet. | Schifferstraße |
| Schlansteinstraße      | 230                                             | Heinrich Schlanstein, Zimmermeister                                                                                                | | Die Schlansteinstraße verbindet parallel zur Schmied- und Zimmerstraße die Alstadener Straße mit der Roonstraße. Der Zimmermeister Heinrich Schlanstein errichtete auf dieser Straße, die im 1862 nach Oberhausen abgemeindeten Teil der Alstadener Heide liegt, die ersten Häuser. | Schlansteinstraße |
| Schlosserstraße        | 250                                             | Schlosser, Berufsbezeichnung | | Die Schlosserstraße beginnt an der Schlansteinstraße, macht einen rechtwinkligen Knick und führt dann bis hinter die Roonstraße. Mehrere Straßen im Ostteil der 1862 nach Oberhausen abgemeindeten Alstadener Heide tragen Namen von Handwerksberufen. | Schlosserstraße |
| Schmiedstraße          | 290                                             | Schmied, Berufsbezeichnung | | Die Schmiedstraße verbindet parallel zur Zimmer- und Schlansteinstraße die Alstadener Straße mit der Roonstraße. Mehrere Straßen im Ostteil der 1862 nach Oberhausen abgemeinedeten Alstadener Heide tragen Namen von Handwerksberufen. | Schmiedstraße |
| Schultestraße          | 180                                             | Schultenhof, alter Bauernhof | 1910                                                                                                 | Die Schultestraße führt von der Sofienstraße zur Alstadener Straße durch ein Gebiet, das früher zum Schultenhof gehörte. Sie trug bis 1910 den Namen Düppelstraße. | Schultestraße |
| Sofienstraße           | 400                                             | Sofie, weiblicher Vorname | 1910                                                                                                 | Die Sofienstraße beginnt an der Bebelstraße, macht einen Bogen und führt dann zur Alstadener Straße. Sie hieß bis 1910 Sedanstraße. | Sofienstraße |
| Solbadstraße           | 570 ohne Stichstraßen: 500                      | Solbad Alstaden | nach 1884                                                                                            | 1872 stieß man in der Zeche Alstaden auf eine solehaltige Quelle, deren Entdeckung dann 1884 zur Errichtung des Solbads Alstaden führte, das der Solbadstraße den Namen gab. Bis 1908 war Alstaden Kurort, dann wurde das Solbad nach Speldorf verlegt und als Solbad Raffelberg 1909 eröffnet. Die Solbadstraße (bis 1906 Soolbadstraße) führt von der Kewerstraße bis zur Stadtgrenze nach Mülheim, wo sie als Friesenstraße weitergeführt wird. Hier befinden sich der Ruhrpark, das alte Direktorenhaus der Zeche Alstaden (Schacht 1) und die Solbadhalde (eigentlich Halde Alstaden), eine Abraumhalde der Zeche Alstaden. | Solbadstraße (südliche Strecke, Landstraße nach Mülheim)                                                                                       |
| Sorpestraße            | 370                                             | Sorpe, Zufluss der Röhr (wiederum Zufluss der Ruhr)                                                                                | | Die Sorpestraße ist ein kleines Neubaugebiet zwischen Flügelstraße und Ruhrstraße. Viele jüngere Straßen in den Siedlungen im Westen tragen – wohl aufgrund der Nähe zur Ruhr – Namen von Flüssen der Region. | Sorpestraße |
| Speldorfer Straße      | 400                                             | Speldorf, Stadtteil von Mülheim an der Ruhr                                                                                        | 1910                                                                                                 | Die kurvenreiche Speldorfer Straße verbindet die Kewerstraße mit der Fährstraße und Am Ruhrufer. Hier setzte bis ins frühe zwanzigste Jahrhundert die Ruhrfähre über, die die Verbindung nach Speldorf aufrechterhielt. Vor der Eingemeindung trug die Straße den Namen Goethestraße. | Speldorfer Straße |
| Steigerweg             | 190                                             | Steiger, Beruf im Bergbau | 1973                                                                                                 | Der Steiger stellt den Bezug zum Bergbau her, da die Straße auf dem ehemaligen Gelände der Zeche Alstaden angelegt wurde. Der Steigerweg besteht aus zwei nicht miteinander verbundenen Gassen, die von Am Ruhrufer zum Marktplatz der Werkbundsiedlung führen, in der der Steigerweg liegt. | Steigerweg (Werkbundsiedlung) |
| Stelte                 | 170                                             | sehr alte Flurbezeichnung („auf der Stelten“)                                                                                      | vor 1823, Zurück-Umbenennung 1910                                                                    | Die Herkunft der alten Flurbezeichnung „auf der Stelten“ ist unklar. Die Straße Stelte führt heute von der Haldenstraße zur Kewerstraße. Um 1823 herum verlief der damalige Stelter Weg allerdings noch über den östlichen Teil der heutigen Haldenstraße weiter bis zur Hofstraße in Mülheim-Styrum. Die Straße hieß später bis 1910 Wiesenstraße | Stelte |
| Stubbenbaum            | 350                                             | „gestutzter Baum“ | 1910                                                                                                 | Beim Namen Stubbenbaum handelt es sich um eine alte Flurbezeichnung. Hier verlief einst die Bergische Landwehr zum Schutze der Ortschaft Alstaden. Die Landwehr bestand aus zwei bis drei dicht bewachsenen und daher damals unüberwindbaren Wällen mit Hainbuchen und Kopfweiden, die von Zeit zu Zeit in etwa drei Metern Höhe gestutzt wurden, damit das so gewonnene Holz in Lücken gerammt oder eingeflochten oder als Brennholz verwendet werden konnte. Der Name Stubbenbaum deutet auf eine Anlage mit solchen gestutzten Bäumen hin (stubbe – „gestutzt“). Der Stubbenbaum liegt im Charlottenviertel und verbindet das Flockenfeld mit dem Franzenkamp. Bis 1910 hieß die Straße Gutenbergstraße. | Stubbenbaum |
| Teichfeldstraße        | 150                                             | alte Flurbezeichnung | 1936                                                                                                 | Die Teichfeldstraße verläuft im Südosten Alstadens zwischen der Dachstraße und dem Ohrenfeld. Sie hieß bis 1936 Südstraße. | Teichfeldstraße |
| Volmestraße            | 440 (alle Straßenabschnitte zusammen)           | Volme, Zufluss der Ruhr | 1982                                                                                                 | Die Volmestraße befindet sich in der verwinkelt angelegten Siedlung Alte Ruhr im Südwesten Alstadens, zwischen Behrensstraße und Blockstraße. Viele jüngere Straßen im Westen und Südwesten tragen – wohl aufgrund der Nähe zur Ruhr – Namen von Flüssen der Region. | Volmestraße |
| Wilhelm-Haumann-Weg    | 820 ohne Stichstraßen: 400                      | Wilhelm Haumann, 1929–1985, Oberhausener Stadtverordneter                                                                          | 1998                                                                                                 | Der Wilhelm-Haumann-Weg ist eine Neubausiedlung im Westen Alstadens, die den Namen des Oberhausener Gewerkschafters und Stadtverordneten Wilhelm Haumann trägt. Der Weg ist aufgeteilt in zwei Teile, von denen der obere, südlichere vom Breitenbruch aus zugänglich ist und der untere, nördlichere vom Kiwittenberg. | Wilhelm-Haumann-Weg |
| Windhuker Straße       | 200                                             | Windhuk, Hauptstadt von Namibia | 1936                                                                                                 | Die Windhuker Straße verbindet die Dieselstraße mit der Bebelstraße. Sie hieß bis 1910 Gartenstraße, danach Buschstraße. Dieser Name verblieb 1936 in Klosterhardt und unter der Diktatur der Nazis wurde die Straße nach der Hauptstadt der ehemaligen deutschen Kolonie Deutsch-Südwestafrika benannt. Im lokalen Dialekt sagt man für „in der Windhuker Straße“ oft „im Windhuk“. | Windhuker Straße |
| Wupperstraße           | 220                                             | Wupper, Nebenfluss des Rheins | 1936                                                                                                 | Die Wupperstraße verläuft zwischen Flügelstraße und Blettgensweg. Man kann allerdings nur zu Fuß vom Blettgensweg aus die Flügelstraße erreichen. Bis 1936 hieß die Straße Wallstraße. In der näheren Umgebung der Wupperstraße tragen einige Straßen die Namen von Flüssen der Region. Es handelt sich dabei meist um Zuflüsse der Ruhr. Die meisten dieser Namen sind jedoch wesentlich jünger als die Wupperstraße, sodass vermutet werden kann, dass diese das Vorbild für die Benennung der neueren Siedlungen war. | Wupperstraße |
| Zimmerstraße           | 220                                             | Zimmerer, Berufsbezeichnung | | Die Zimmerstraße verbindet parallel zur Schmied- und Schlansteinstraße die Alstadener Straße mit der Roonstraße. Mehrere Straßen im Ostteil der 1862 nach Oberhausen abgemeinedeten Alstadener Heide tragen Namen von Handwerksberufen. | Zimmerstraße |

## Liste nicht mehr vorhandener Straßen in Alstaden
In der Übersicht erwähnte vormalige Straßennamen oder gelöschte Straßen werden hier ausführlich erläutert.
| Name                        | von                  | bis       | umbenannt in (aktuell)                                            | Herleitung | Bemerkungen |
| --------------------------- | -------------------- | --------- | ----------------------------------------------------------------- | --- | --- |
| Augustastraße               |                      | 1937      | → Benzstraße                                                      | Augusta von Sachsen-Weimar-Eisenach, 1811–1890, ab 1871 als Gemahlin Kaiser Wilhelms I. Kaiserin von Deutschland | |
| Bahnstraße                  | nach 1867            | 1910      | → Alsterfeld                                                      | Die Straße liegt an der 1867 eingeweihten und 1996 stillgelegten Bahnstrecke Styrum-Ruhrort der Rheinisch-Märkischen Eisenbahn. | |
| Bergstraße                  | 1910                 | 1933      | → Fischerstraße                                                   | Die Straße führt zur Kreuzung mit der Bebelstraße hin bergauf. | Vor 1910 hieß die Straße Parallelstraße. |
| Bergstraße                  |                      | 1910      | → Püttstraße                                                      | | |
| Birkenstraße                | 1910                 | 1933      | → Ernastraße                                                      | | Vor 1910 hieß die Straße Mittelstraße. |
| Bismarckplatz               | vermutlich nach 1890 | 1937      | → Fröbelplatz                                                     | Otto von Bismarck, 1815–1898, erster Reichskanzler von Deutschland und Gründer des Deutschen Kaiserreichs | |
| Bismarckstraße              | vermutlich nach 1890 | 1910      | → Heiderhöfen                                                     | siehe Bismarckplatz | |
| Blücherstraße               |                      | 1910      | → Franzenkamp                                                     | Gebhard Leberecht von Blücher, 1742–1819, Generalfeldmarschall in den Befreiungskriegen | |
| Blumenstraße                |                      | 1910      | → Daimlerstraße                                                   | | Nach 1910 hieß die Straße zunächst Gärtnerstraße. |
| Bruchstraße                 |                      | 1910      | → Kuhle                                                           | Die Straße verläuft durch den Alstadener Breitenbruch. | |
| Buschstraße                 | 1910                 | 1936      | → Windhuker Straße                                                | | Vor 1910 hieß die Straße Gartenstraße. |
| Dietrich-Eckart-Straße      | 1937                 | 1945      | → Gellertstraße                                                   | Dietrich Eckart, 1868–1923, früher Anhänger des Nationalsozialismus und Ideengeber Adolf Hitlers | Vor 1937 hieß die Straße Herzogstraße, davor bis 1910 Oberhausener Straße. |
| Düppelstraße                |                      | 1910      | → Schultestraße                                                   | erinnert an die Erstürmung der Düppeler Schanzen | |
| Flurstraße                  |                      | 1910      | → Rechenacker                                                     | Hier lag früher eine Flur. | |
| Franzenkamp                 |                      | 1910      | → Broicher Straße                                                 | „Französisches Feld, Feld der Franzosen“: Die Straße war möglicherweise wie der heutige Franzenkamp Teil eines Gebiets, in dem im Spanischen Erbfolgekrieg französische Soldaten gelagert haben. | |
| Friedrich-Karl-Straße       |                      | 1910      | → Behrensstraße                                                   | Friedrich Karl von Preußen, 1828–1885, Generalfeldmarschall, leitete die Erstürmung der Düppeler Schanzen | |
| Gartenstraße                |                      | 1910      | → Windhuker Straße                                                | | |
| Gärtnerstraße               | 1910                 | 1934      | → Daimlerstraße                                                   | | Vor 1910 hieß die Straße Blumenstraße. |
| Gewannstraße                | 1910                 | 1936      | → Dieselstraße                                                    | Ein Gewann ist eine besondere Flurform. | Vor 1910 hieß die Straße Neustraße. |
| Goebenstraße                |                      | 1910      | → Mörikestraße                                                    | August von Goeben, 1816–1880, General im Deutsch-Dänischen und Deutsch-Französischen Krieg | Nach 1910 hieß die Straße zunächst Timpenstraße. |
| Goethestraße                |                      | 1910      | → Speldorfer Straße                                               | Johann Wolfgang von Goethe, 1749–1782, bedeutendster deutscher Dichter | |
| Grabenstraße                |                      | 1910      | → Brögel                                                          | Hier lag beim Bau der Stammstrecke der Köln-Mindener Eisenbahn-Gesellschaft ein Wassergraben, über den ein „Brögel“ (eine kleine Brücke) gebaut wurde. Möglicherweise war die Grabenstraße nach diesem Wassergraben benannt. | |
| Grünstraße                  |                      | 1910      | → Charlottenstraße                                                | Die Grünstraße wurde 1910 mit der Charlottenstraße zusammengefasst. | |
| Gutenbergstraße             |                      | 1910      | → Stubbenbaum                                                     | Johannes Gutenberg, 1397–1468, Erfinder des Buchdrucks | |
| Hammerstraße                |                      |           | eingezogen                                                        | | Die Hammerstraße ist heute nicht mehr lokalisierbar. |
| Heidstraße                  | vor 1870             |           | → Flügelstraße                                                    | führte durch den Südteil der Alstadener Heide | Die Straße hieß später zunächst Mühlenstraße. |
| Heinrichstraße              |                      |           | eingezogen                                                        | | Die Heinrichstraße lag an der heutigen Reinholdstraße parallel zur Bahnstrecke Oberhausen–Duisburg-Ruhrort. |
| Herzogstraße                | 1910                 | 1933      | → Gellertstraße                                                   | | Die Straße hieß vor 1910 Oberhausener Straße und nach 1933 zunächst Dietrich-Eckart-Straße. |
| Hofstraße                   |                      | 1936      | → Griesheimer Straße                                              | Die Straße lag zwischen dem Kiepens Hof und dem Flockenhof. | |
| Hügelstraße                 | 1910                 | 1934      | → Brunostraße                                                     | | |
| Jägerstraße                 |                      | 1910      | → Bonetstraße                                                     | | |
| Jahnstraße                  |                      | 1910      | → Am Scharfen Knick                                               | Friedrich Ludwig Jahn, 1778–1852, „Turnvater“ | |
| Kaiserstraße                | nach 1898            | 1947      | → Bebelstraße                                                     | Wohl nach der Krönung Wilhelms I. nach den deutschen Kaisern benannt. | Ursprünglich wurde die Straße Treibweg genannt. In der Alstadener Heide hieß die Straße vor 1937 Westendstraße. |
| Kirchstraße                 | nach 1902            | 1910      | → Rehmer                                                          | nach der 1902–1904 errichteten Evangelischen Kirche Alstaden benannt | |
| Koloniestraße               |                      | 1937      | → Schifferstraße                                                  | Hier befindet sich eine Arbeiterkolonie der Zeche Alstaden. | |
| Kreuzstraße (Kruitzstraten) | vor 1662             |           | aufgeteilt zwischen → Ohrenfeld und → Behrensstraße               | | Kruitzstraten beschreibt 1662 in einer Auflistung von Gütern des Klosters Sterkrade einen Weg, der an der Terrassenkante entlangführt, während die Behrensstraße und das Ohrenfeld als Oberweg bezeichnet werden. Kreuzstraße ist hingegen um 1823 der Name des Westteils des Ohrenfelds und des Ostteils der Behrensstraße. Später wird der Westen (Behrensstraße) Friedrich-Karl-Straße und der Osten (Ohrenfeld) Styrumer Straße genannt.                                                                  |
| Kurzestraße                 |                      | 1910      | → Richardstraße                                                   | Es handelt sich um eine kurze Stichstraße zum Heiderhöfen (damals Bismarckstraße). | |
| Lessingstraße               |                      | 1937      | → Lenaustraße                                                     | Gotthold Ephraim Lessing, 1729–1781, bedeutender deutscher Dichter | Die Straße hieß nach 1937 zunächst Wilhelm-Loeper-Straße. |
| Lindnerstraße               | 1910                 | 1937      | → Lindermannstraße                                                | | Die Straße hieß vor 1910 Schützenstraße. |
| Luisenstraße                |                      | 1910      | → Breitenbruch                                                    | Luise von Mecklenburg-Strelitz, 1776–1810, als Gemahlin Königs Friedrich Wilhelms III. Königin von Preußen. Königin Luise spielte für Alstaden schon immer eine besondere Rolle; sie soll während ihrer Jugend, die sie auf Schloss Broich verbrachte, oft zu Gast in Alstaden gewesen sein. Auch die benachbarte Charlottenstraße ist nach einer preußischen Königin benannt. | |
| Meidericher Straße          |                      | 1910      | → Neuer Weg                                                       | führt nach Meiderich | |
| Michelstraße                |                      | 1937      | → Ruprechtstraße                                                  | willkürlich nach dem männlichen Vornamen benannt | Die Straße hieß nach 1937 zunächst Wilhelm-Gustloff-Straße. |
| Mittelstraße                |                      | 1910      | → Ernastraße                                                      | Die Straße liegt in der Mitte von Benzstraße (damals Augustastraße) und Stubbenbaum (damals Gutenbergstraße). | Nach 1910 hieß die Mittelstraße zunächst Birkenstraße. |
| Moltkestraße                |                      | 1910      | → Flockenfeld                                                     | Helmuth Karl Bernhard von Moltke, 1800–1891, preußischer Generalfeldmarschall in den deutschen Einigungskriegen | |
| Mühlenstraße                | nach 1870            | 1910      | → Flügelstraße                                                    | Hier stand früher die Hoppermannsmühle. | Um 1870 wurde die Straße Heidstraße genannt. |
| Neustraße                   |                      | 1910      | → Dieselstraße                                                    | | Die Straße hieß nach 1910 zunächst Gewannstraße. |
| Nordstraße                  |                      | 1910      | → Blattstraße                                                     | liegt im Norden von Alstaden | |
| Oberhausener Straße         |                      | 1910      | → Gellertstraße                                                   | führt nach Oberhausen | Die Straße hieß nach 1910 zunächst Herzogstraße. |
| Oberweg (Owerwegh)          | vor 1662             | vor 1823  | aufgeteilt zwischen Ohrenfeld und → Behrensstraße                 | „höher gelegener Weg“ | Der Oberweg, erwähnt im Jahr 1662 in einem Register des Klosters Sterkrade, trug seinen Namen im Gegensatz zum unteren Weg, der an der Terrassenkante entlangführt und im Register als Kruitzstraten bezeichnet wird. Um 1823 bezeichnet Kreuzstraße allerdings den – damals nicht durch den Bahnkörper getrennten – Straßenzug Behrensstraße–Ohrenfeld bis etwa zur Hiberniastraße. Später heißt die Straße bis 1910 Friedrich-Karl-Straße.                                                                  |
| Ohrenfelds Weg              | vor 1823             |           | → Ohrenfeld                                                       | siehe Ohrenfeld | Ohrenfelds Weg ist um 1823 Bezeichnung für den Ostteil der Straße. Sie wurde später durch den bis 1910 gültigen Namen Styrumer Straße ersetzt. |
| Oststraße                   |                      | 1910      | → Akazienstraße                                                   | liegt im Osten von Alstaden | Ursprünglich wurde die Straße Vegetasche genannt. |
| Parallelstraße              |                      | 1910      | → Fischerstraße                                                   | verläuft parallel zum Alsterfeld (damals Bahnstraße) | Die Straße hieß nach 1910 zunächst Bergstraße. |
| Rolandstraße                |                      | 1910      | → Blockstraße                                                     | | |
| Rosenstraße                 |                      | 1910      | → Lilienstraße                                                    | nach den Rosen benannt | |
| Sandstraße                  |                      | 1910      | → Brunostraße                                                     | | Die Straße hieß nach 1910 zunächst Hügelstraße. |
| Sandstraße                  |                      | 1938      | → Erftstraße                                                      | | |
| Schillerstraße              |                      | 1910      | aufgeteilt zwischen → Haldenstraße, → Hiberniastraße und → Kallen | Friedrich Schiller, 1759–1805, bedeutender deutscher Dichter | |
| Schmiedstraße               |                      | 1910      | → Amboßstraße                                                     | Der Straßenname geht auf die alte Schmiede Eickelkamp zurück, die einst auf der Ecke zum Heiderhöfen stand. | |
| Schreinerstraße             |                      | um 1945   | eingezogen                                                        | Willkürliche Benennung nach dem Handwerksberuf. In der Umgebung sind einige Straßen nach Handwerksberufen benannt. | |
| Schulstraße                 |                      | 1910      | → Lickenberg                                                      | An der Straße liegt die GK Ruhrschule. | |
| Schützenstraße              |                      | 1910      | → Lindermannstraße                                                | | Die Straße hieß nach 1910 zunächst Lindnerstraße. |
| Sedanstraße                 |                      | 1910      | → Sofienstraße                                                    | erinnert an die Schlacht von Sedan | |
| Steinstraße                 |                      | 1910      | → Gertrudstraße                                                   | | |
| Stelter Weg                 | vor 1823             |           | aufgeteilt zwischen → Stelte und → Haldenstraße                   | siehe Stelte | Der Stelter Weg führte im Gegensatz zur heutigen Straße Stelte noch über den Ostteil der Haldenstraße bis zur Hofstraße in Mülheim-Styrum. Später wurde diese Straße Wiesenstraße genannt. |
| Stephanstraße               |                      | 1929      | → Reinholdstraße                                                  | | |
| Styrumer Straße             | nach 1823            | 1910      | → Ohrenfeld                                                       | führt nach Styrum | Die Straße hieß ursprünglich im Westen Kreuzstraße, im Osten Ohrenfelds Weg. |
| Südstraße                   |                      | 1936      | → Teichfeldstraße                                                 | liegt im Süden von Alstaden | |
| Timpenstraße                | 1910                 | 1936      | → Mörikestraße                                                    | Die Straße bildet einen „Timpen“, also einen Zipfel, des Kiwittenbergs. | Vor 1910 hieß die Straße Goebenstraße. |
| Treibweg                    | überliefert          | nach 1898 | → Bebelstraße                                                     | Über den Treibweg wurde das Vieh in die Ruhrauen getrieben. | Die Straße hieß später bis 1947 Kaiserstraße. |
| Uferstraße                  |                      | 1937      | → Am Ruhrufer                                                     | liegt am Ufer der Ruhr | |
| Uhlandstraße                |                      | 1910      | → Haldenstraße                                                    | Ludwig Uhland, 1787–1862, deutscher Dichter | |
| Vegetasche                  | überliefert          |           | → Akazienstraße                                                   | Als „Vegetasche“ bezeichnete man im Mittelalter Wegelagerer, die die Taschen ihrer Opfer „fegten“, also ausraubten. An dieser Straße scheint es früher oft „Vegetaschen“ gegeben zu haben. | Die Straße hieß später bis 1910 Oststraße. |
| Viktoriastraße              |                      | 1910      | → Kiwittenberg                                                    | | |
| Wallstraße                  |                      | 1936      | → Wupperstraße                                                    | Möglicherweise verlief hier (wie am Stubbenbaum, der Landwehr und Am Wall) einst die Bergische Landwehr, die aus mehreren Wällen bestand. | |
| Westendstraße               |                      | 1937      | → Bebelstraße                                                     | Die Straße lag im Westen der Bürgermeisterei Oberhausen. | Die heutige Bebelstraße hieß im nördlichen Teil, nämlich der 1862 abgemeindeten Alstadener Heide, Westendstraße und im Süden in der Gemeinde und späteren Bürgermeisterei Alstaden Kaiserstraße. Nach der Eingemeindung Alstadens wurden vorerst beide Namen beibehalten, nach der Eingemeindung von Sterkrade und Osterfeld wurde jedoch die Westendstraße abgegeben und auch der Straßenteil in der Alstadener Heide und Lirich-Süd in Kaiserstraße umbenannt, bevor diese 1947 den heutigen Namen erhielt. |
| Wiesenstraße                |                      | 1910      | → Stelte                                                          | | Die Straße wurde ursprünglich Stelter Weg genannt. |
| Wilhelm-Gustloff-Straße     | 1937                 | 1945      | → Ruprechtstraße                                                  | Wilhelm Gustloff, 1895–1936, Nationalsozialist und Leiter der NSDAP-Auslandsorganisation der Schweiz | Die Straße hieß vor 1937 Michelstraße. |
| Wilhelm-Loeper-Straße       | 1937                 | 1945      | → Lenaustraße                                                     | Wilhelm Friedrich Loeper, 1883–1935, Politiker der NSDAP | Die Straße hieß vor 1937 Lessingstraße. |
| Wilhelmstraße               |                      | 1910      | → Kewerstraße                                                     | Wilhelm I., 1797–1888, erster Kaiser von Deutschland | |

## Weitere Örtlichkeiten in Alstaden

### Kleingartenanlagen
Die Angaben beziehen sich auf die Daten des Kreisverbandes Oberhausen der Kleingärtner e. V., zu dem die meisten Alstadener Vereine gehören. Jede Kleingartenanlage ist dort mit einer Nummer versehen.
- KGA 01 Alstaden (Grüne Aue) ist eine Kleingartenanlage mit 74 Parzellen auf 36.615 m² Pachtfläche. Sie liegt zwischen der Grünen Aue, der Bahnstrecke Oberhausen–Duisburg, der Lindermannstraße und dem Ohrenfeld.
- KGA 02 Gertrudstraße (Gertrudstraße) ist eine Anlage mit 60 Parzellen auf 24.075 m² Pachtfläche. Sie liegt zwischen der Gertrudstraße, der Bahnstrecke Oberhausen–Duisburg und der Landwehr.
- KGA 06 Ruhraue (Möhnestraße/Püttstraße) ist eine Anlage mit 26 Parzellen auf 8.260 m² Pachtfläche. Sie liegt zwischen der stillgelegten Bahnstrecke Styrum–Ruhrort, der Möhnestraße und der Püttstraße.
- KGA 08 Stadtmitte (Brunostraße) ist eine Anlage mit 36 Parzellen auf 13.914 m² Pachtfläche. Sie liegt zwischen dem Franzenkamp, der Bruno-, der Derfflinger- und der Alstadener Straße.
- KGA 09 Oberhausen-Süd (Rechenacker) ist eine Anlage mit 118 Parzellen auf 39.364 m² Pachtfläche. Sie liegt zwischen dem Rechenacker, der Hamborner Straße, der Heidestraße (beide Mülheim-Oberstyrum) und der Landwehr und somit nur teilweise in Alstaden. Große Teile der Anlage gehören zu Unter- und Oberstyrum, der Vereinssitz befindet sich aber in Alstaden.

Weitere Kleingartenanlagen gibt es am Flockenfeld, am Rehmer, an der Kewerstraße und zwischen Akazienstraße und Lenaustraße.

### Schulen
- GK Ruhrschule (Bebelstraße): Die 1899 gegründete katholische Grundschule Ruhrschule trägt seit der Eingemeindung 1910 ihren Namen nach der Nähe zur Ruhr. Es ist unbekannt, warum sie nicht wie die meisten anderen katholischen Schulen „KG“ (Katholische Grundschule), sondern „GK“ heißt. Bis zum Sommer 2019 hatte sie ihre Gebäude am Lickenberg, seitdem findet der Unterricht in den ehemaligen Gebäuden der Hauptschule Alstaden in der Alstadener Ortsmitte statt.
- Bismarckschule (Mörikestraße): Die 1898 als dritte evangelische Schule Alstadens gegründete Bismarckschule ist nach Otto von Bismarck, dem Reichskanzler und Begründer des Deutschen Reichs, benannt.
- Landwehrschule (Rechenacker): Die Landwehrschule wurde 1876 als dritte evangelische Schule Styrums gegründet. Erst 1957 zog sie nach Alstaden auf den Rechenacker um. Seit 1968 trägt sie ihren heutigen Namen in Anlehnung an die wichtige Straße Landwehr, in deren Nähe sie sich befindet.

### Sonstige Flächen
- Ruhrpark (im Volksmund auch Stielmuspark): Der Ruhrpark ist eine rund 15 Hektar große Parkanlage ganz im Süden zwischen Speldorfer Straße, Kewerstraße und Solbadstraße. Der Ruhrpark, dessen südlicher Teil an den Ruhrdeich grenzt, wurde im Zweiten Weltkrieg zu einem Gemüseacker umfunktioniert. 1950 gründete sich der Gartenkulturring Alstaden, der sich unter dem Vorsitzenden Matthias Hendricks für die Rekultivierung des Ruhrparks einsetzte. Diese Bestrebungen waren erfolgreich und der Ruhrpark ist heutzutage wieder ein öffentlicher Park im Stil eines Englischen Landschaftsgartens. In seiner nördlichen Hälfte befindet sich eine große Freifläche, Jahnwiese genannt, die oft für Ballspiele und dergleichen genutzt wird.[18]
- Solbadhalde: Die Solbadhalde ist ein Abraumberg der Zeche Alstaden, weshalb sie eigentlich den Namen Halde Alstaden trägt. Die Solbadhalde erreicht eine Höhe von etwa 35 Metern über dem Meeresspiegel und ist damit gut fünf Meter höher als die Umgebung. Der Abraumberg ist nicht mehr als solcher zu erkennen, da er inzwischen dicht bewaldet ist. Es gibt hier einen Rundweg.
Die Solbadhalde ist nach ihrer Lage an der Solbadstraße und dem alten Alstadener Solbad benannt.[19]
- Biotop Alstaden und Ruhrauen: Das Biotop Alstaden liegt auf dem ehemaligen Gelände der Abraumhalde Am Ruhrufer der Zeche Alstaden, die von 1982 bis 1993 gebrannt hat. Dies geschah durch Selbstentzündung der Restkohle im Haldenabraum aufgrund von Wärmestaus. Je nach Ausmaß der Schwelbrände erfolgte der Brand ohne außerhalb sichtbarer Flammen, jedoch konnte es bei diesen Bränden zu mehr oder weniger, teils deutlich sichtbaren Rauch-Ausgasungen kommen. Aufgrund dieser Belastung für die Anwohner wurde die Halde bis auf einen Meter unter dem Grundwasserspiegel abgetragen. Im entstandenen Krater sammelte sich das Grundwasser und bildete kleine, zusammenhängende Seen. Die Ufer der Seen sind dicht bewachsen und nur schwer zugänglich, weshalb sich besondere Tier- und Pflanzenarten angesiedelt haben. Der Rundweg des Biotops geht auf den Alstadener Ruhrdeich und die Wege in den Ruhrauen über. Der Rundweg und abzweigende Wege sind Teil der Straßen Am Ruhrufer und Ruhrstraße.[19]
- Zechenpark: Der Zechenpark ist amtlich namenlos, es handelt sich um eine kleine Grünanlage zwischen Möhnestraße, Behrensstraße und Püttstraße. Sie wurde auf dem ehemaligen Gelände der Zeche Alstaden eingerichtet. Die beiden verfüllten Schächte 2 und 3 der Zeche Alstaden sind noch an ihrer Protegohauben erkennbar.
- Fröbelplatz: Die Grünanlage Fröbelplatz liegt auf dem gleichnamigen Platz und trägt auch offiziell diesen Namen (im Gegensatz zum Platz). Sie ist nach Friedrich Fröbel, einem Pädagogen und dem Schöpfer der Kindergartenbewegung benannt.
- Peterplatz: Der Peterplatz ist die Grünanlage zwischen der gleichnamigen Straße und der katholischen Peterskirche. Er ist wie die Kirche nach dem heiligen Petrus benannt.
- Alstadener Friedhof: Der Alstadener Friedhof, der 1905 durch Spenden von Bürgern eingerichtet wurde, ist einer von nur fünf Oberhausener Friedhöfen. Seine Schließung wurde durch Bürgerproteste bereits dreimal in den Jahren 1985, 1987 und 2005 verhindert.[20]